# Gillig Corporation

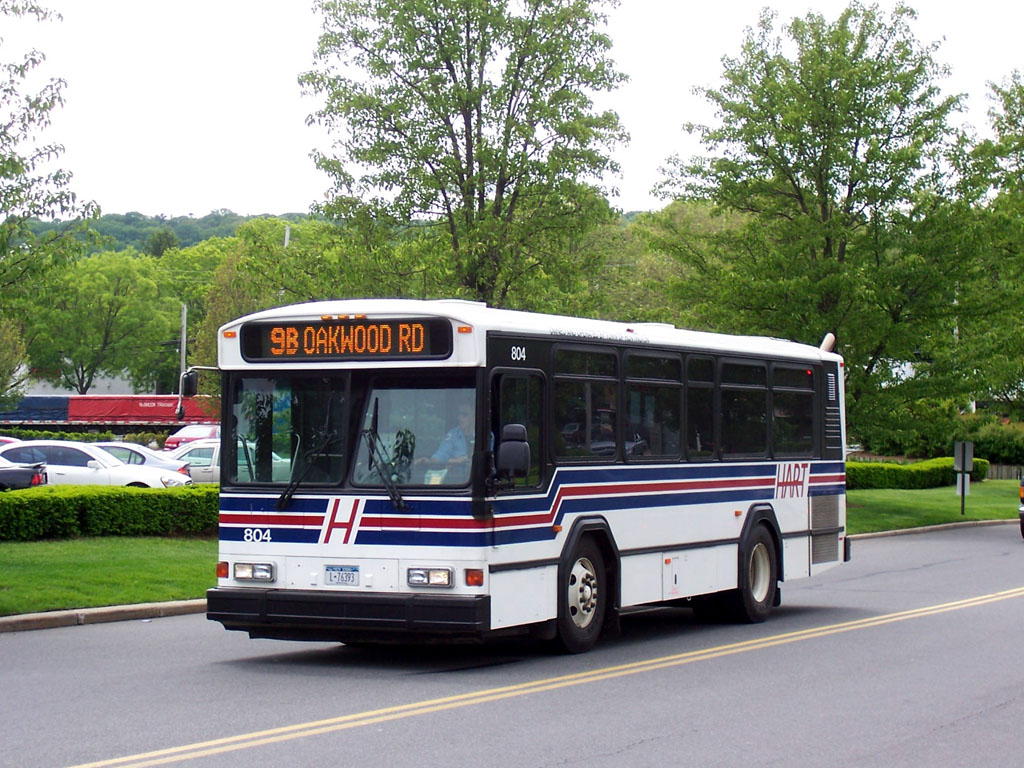
Gillig Phantom

Gillig Corporation ist ein US-amerikanischer Omnibushersteller mit Sitz in Hayward, Kalifornien. Mit einer jährlichen Produktion von 1200 bis 1300 Bussen ist Gillig nach New Flyer der zweitgrößte Omnibushersteller in Nordamerika.
Das Unternehmen wurde 1890 von Jacob Gillig als Handlung für Kutschen und Planwagen gegründet. Im Jahr 1932 bauten seine Söhne Leo und Chester Gillig ihren ersten Schulbus und spezialisierten sich in den folgenden Jahren auf den Bau von Schulbussen.
Von 1977 bis 1979 wurden modifizierte Neoplan-Stadtbusse unter Lizenz gefertigt. Mit dem Phantom brachte Gillig 1980 seinen ersten eigenen Stadtbus auf den Markt, der bis 2008 produziert wurde und das bisher erfolgreichste Modell des Unternehmens ist.